# Applied Micro Circuits Corporation
Applied Micro Circuits Corporation (também conhecida como AppliedMicro ou AMCC ou APM) é uma empresa fabless de semicondutores para desenvolvimento de equipamentos em rede e Power Architecture (incluindo uma licença Arquitetura Power), e processador para servidores ARM (incluindo uma licença ARMv8-A), rede de fibra óptica e armazenamento.

## Historia
Em 2004 a empresa comprou ativos, capital intelectual e engenheiros dos microprocessadores PowerPC 400 da IBM em em uma soma de $ 227.000.000 de dólares podendo comercializar os processadores sob o seu próprio nome. O acordo também incluiu acesso a metodologia de desenvolvimento avançado em processo tecnológico da IBM SoC e CMOS.
Em 2009 AppliedMicro mudou sua marca de AMCC para AppliedMicro, mas ainda mantêm o nome Applied Micro Circuits Corporation oficialmente.
Em 2011, AppliedMicro se tornou a primeira empresa a implementar o ARMv8-A arquitetura com o sua plataforma X-Gene. Em novembro de 2012 em ARM Techcon, AppliedMicro demonstraram capacidades de pesquisa avançadas de lidar com grandes cargas de trabalho de dados em um ambiente de software Apache Hadoop com a Plataforma X-Gene usando a emulação de FPGA. A implementação de silicone do X-Gene foi exibido publicamente pela primeira vez em junho de 2013. 
Até Maio de 2004, os microcontroladores criados pela empresa eram desenvolvidos e produzido pela IBM, cuja família 4xx foi vendida para a Applied Micro Circuits Corporation.
- 403 PowerPC CPU
  - PPC 403GCX

- 405 PowerPC CPU
  - PPC 405EP
  - PPC 405GP/CR
  - PPC 405GPr
  - PPC NPe405H/L

- 440 PowerPC Book-E CPU
  - PPC 440GP
  - PPC 440GX
  - PPC 440EP/EPx/GRx
  - PPC 440SP/SPe